# Talaat Sadat
Talaat Sadat (n. El Cairo, 26 de febrero de 1954 - Alqutamya, 20 de noviembre de 2011) fue un abogado y político egipcio, sobrino del expresidente Anwar el Sadat y preso político entre 2006 y 2007, durante el régimen de Hosni Mubarak. También fue líder del oficialista Partido Nacional Democrático durante la Revolución egipcia de 2011 que puso fin a dicho régimen, y se encargó de su disolución.
Talaat fue detenido el 4 de octubre de 2006 después de conceder una entrevista en la que culpó a las Fuerzas Armadas del país de participar en el asesinato del expresidente Anwar el Sadat, su tío. Su juicio por las autoridades militares terminó el 31 de octubre con una condena por difamar a las Fuerzas Armadas Egipcias, lo que resultó en una sentencia de un año de prisión. Su detención y condena fue criticada por el Departamento de Estado de los Estados Unidos.
Después de la revolución egipcia de 2011, en la que Mubarak fue derrocado, Talaat Sadat fue elegido su sucesor como presidente del Partido Nacional Democrático, derrocado del poder por el Consejo Supremo de las Fuerzas Armadas. Sadat era hostil al partido y exigía su disolución, la cual fue decidida finalmente el 16 de abril de ese mismo año, por el máximo tribunal egipcio, que transfirió los activos del partido al estado. Sadat se dispuso a fundar su sucesor, el Partido Nacional de Egipto, pero no llegó a presidirlo en las siguientes elecciones, pues murió de un infarto agudo de miocardio a la edad de 57 años el 20 de noviembre de ese mismo año en un hospital en Alqutamya.